# Condado de Nowy Dwór
Condado de Nowy Dwór (em polonês: powiat nowodworski) é um powiat (condado) da Polônia, na voivodia da Pomerânia. A sede do condado é a cidade de Nowy Dwór Gdański. Estende-se por uma área de 652,75 km², com 35 487 habitantes, segundo os censos de 2005, com uma densidade 54,37 hab/km².

## Divisões admistrativas
O condado possui:
Comuna urbana: Krynica Morska
Comuna urbana-rural: Nowy Dwór Gdański
Comunas rurais: Ostaszewo, Stegna, Sztutowo
Cidades: Krynica Morska, Nowy Dwór Gdański

## Demografia
População (dados de 30 de Junho de 2005):
|          | Total   | Total | Mulheres | Mulheres | Homens  | Homens |
| -------- | ------- | ----- | -------- | -------- | ------- | ------ |
|          | pessoas | %     | pessoas  | %        | pessoas | %      |
| Total    | 35 487  | 100   | 17 954   | 50,6     | 17 533  | 49,4   |
| Cidades  | 11 285  | 100   | 5 881    | 52,1     | 5 404   | 47,9   |
| Povoados | 24 202  | 100   | 12 073   | 49,9     | 12 129  | 50,1   |